# Русско-литовские войны
Русско-литовские войны — ряд военных конфликтов между Литвой и Русским государством с конца XV века по 1-й половины XVI века, в результате которых под власть Москвы перешли обширные территории Великого княжества Литовского: верховские княжества, Северщина и Смоленск.

## Список войн
| Противостояние | Противостояние         | Противостояние                                           | Противостояние | Противостояние                                                                                     |
| Дата           | Конфликт               | Противник 1                                              | Противник 2 | Результат для России                                                                               |
| -------------- | ---------------------- | -------------------------------------------------------- | --- | -------------------------------------------------------------------------------------------------- |
| 1368—1372      | Русско-литовская война | Великое княжество Московское Великое княжество Рязанское | Великое княжество Литовское Великое княжество Тверское Великое княжество Смоленское                                            | Ничья                                                                                              |
| 1406—1408      | Русско-литовская война | Великое княжество Московское                             | Великое княжество Литовское | Ничья                                                                                              |
| 1487—1494      | Русско-литовская война | Великое княжество Московское Крымское ханство            | Великое княжество Литовское | Победа Русского государства                                                                        |
| 1500—1503      | Русско-литовская война | Великое княжество Московское Крымское ханство            | Великое княжество Литовское Ливонская конфедерация                                                                             | Победа Русского государства: • Переход к России около 1/3 территории Великого княжества Литовского |
| 1507—1508      | Русско-литовская война | Великое княжество Московское                             | Великое княжество Литовское | Ничья                                                                                              |
| 1512—1522      | Русско-литовская война | Великое княжество Московское                             | Великое княжество Литовское Королевство Польское                                                                               | Победа Русского государства                                                                        |
| 1534—1537      | Русско-литовская война | Великое княжество Московское                             | Великое княжество Литовское Королевство Польское                                                                               | Ничья                                                                                              |
| 1561—1570      | Русско-литовская война | Русское царство                                          | Великое княжество Литовское (до 1569) Королевство Польское (до 1569) Речь Посполитая (с 1569) Герцогство Курляндия и Семигалия | Победа Русского государства                                                                        |

## Первые московско-литовские войны

### Литовско-московская война (1368—1372)

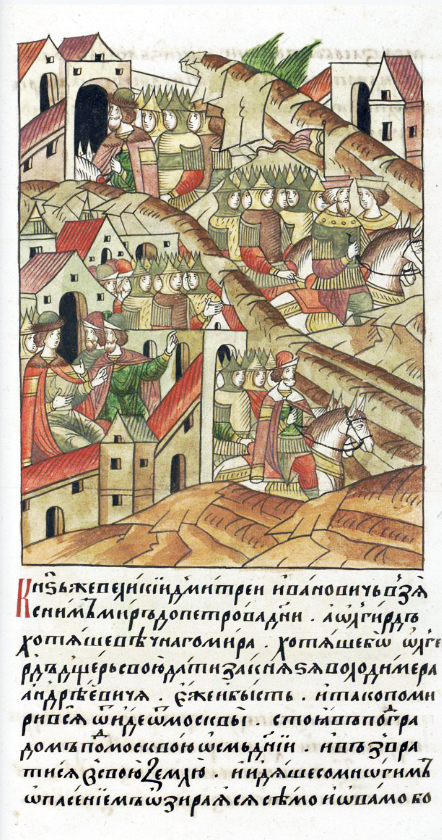
Лицевой летописный свод: Отход войск Ольгерда от Москвы

Волынь, Киевская земля и Северщина были включены в состав Великого княжества Литовского после борьбы Гедиминовичей против Польши и Орды в результате битвы на реке Синюхе 1362 года и Войны за галицко-волынское наследство 1340—1392 годов, в них было ликвидировано монголо-татарское иго.
Литовский князь Ольгерд начал походы на Московское княжество, воспользовавшись усобицей между московским и тверским князьями. Московские князья поддерживали своих родственников — кашинских князей — в их борьбе против тверского князя.
Первые нападения литовцев на Московское княжество произошли в 1363 году. В 1368 году началась «Литовщина»; великий литовский князь Ольгерд предпринял большой поход на Москву. Разорив «порубежные места», литовский князь уничтожил отряд стародубского князя Семена Дмитриевича Крапивы, в Оболенске разгромил князя Константина Юрьевича, 21 ноября на реке Тросне разбил московский сторожевой полк: все его князья, воеводы и бояре погибли. Однако построенный годом ранее новый белокаменный Московский кремль Ольгерду взять не удалось. Войска Ольгерда разорили окрестности города и увели в Литву огромное количество населения и скот. Непосредственной причиной снятия осады стало вторжения тевтонцев в западные владения Литвы. После ухода противника московские войска совершили ответные походы в смоленские и брянские земли.
В 1370 году Ольгерд повторил поход на Москву, разорив окрестности Волока Ламского. 6 декабря он осадил Москву и начал разорять её окрестности. Однако, получив известие, что князь Владимир Андреевич (двоюродный брат великого князя московского) собирает силы в Перемышле, а Олег Иванович Рязанский — в Лопасне, Ольгерд вернулся в Литву.
В 1372 году Ольгерд снова предпринял поход на Московское княжество и дошёл до Любутска, надеясь соединиться с войсками союзного тверского князя, который в это время разорял новгородские владения. Однако великий московский князь Дмитрий Иванович разбил сторожевой полк Ольгерда, противники остановились по две стороны оврага и заключили перемирие.
В 1375 году Ольгерд предпринял разорительный поход на Смоленское княжество, но не пришёл на помощь тверскому князю, который после осады своей столицы соединёнными силами северо-восточных русских княжеств признал себя младшим братом московского князя и оформил с ним антиордынский союз.
После смерти Ольгерда в 1377 году в Литве началась активная борьба за власть, в которую вмешались Москва, Орда и Орден. Возможность заключения московско-литовского союза посредством женитьбы Ягайло на дочери Дмитрия Донского, активно продвигаемая матерью Ягайло, бывшей тверской княжной Ульяной Александровной, не была реализована, и под давлением тевтонцев Ягайло заключил соглашение с Польшей, женившись на внучке Казимира III Ядвиге, и крестился по католическому обряду.
В 1386 году литовские войска под командованием князей Скиргайло, Корибута, Лугвения и Витовта, разбив князя Святослава Ивановича в битве на реке Вихре, поставили Смоленск в вассальную зависимость от Литвы.

### Литовско-московская война (1406—1408)
В 1394 году литовский князь Витовт разорил владения великого князя рязанского, а в 1395 году обманом захватил Смоленск. После поражения Витовта в битве на Ворскле 1399 года Смоленское княжество вышло из подчинения Литве, вступив в союз с Олегом Рязанским, но в 1404 году князь Витовт при помощи польских войск окончательно присоединил к литовским владениям Смоленское княжество, изгнав князя Юрия.
В 1405 году Витовт напал на Псковскую землю, в Коложе взял 11 тыс. пленных, разорил окрестности Воронача. Нападение сопровождалось истреблением большого числа мирных жителей, литовцы не щадили и детей. После этого нападения московский великий князь Василий разорвал мирные отношения с Витовтом. В Москве был принят внутриполитический противник Витовта Свидригайло Ольгердович и получил обширные земли в кормление (однако после их разорения ордынцами в ходе нашествия Едигея он вернулся в Литву).
В 1408 году Ягайло и Витовт, с одной стороны, и Василий I, с другой, вывели войска на реку Угру. Противников разделяла река, столкновения не произошло и был заключён мир, установивший границы между Москвой и Литвой.

### Первые столкновения с Казимиром IV
После обострения отношения с Казимиром IV из-за Новгорода Великого, Василий II в конце 1444 года послал воевать на Вязьму и Брянск двух татарских царевичей. В ответ Казимир организовал в ту же зиму большой военный поход, и в начале 1445 года произошла Битва на Суходреве. На тот момент Казань развязала войну против Москвы; выступившие против Казимира князья можайский, верейский и серпуховской смогли выставить всего 260 человек, и были разбиты литовцами. После прихода к власти Дмитрия Шемяки Василий Ярославич (князь серпуховско-боровский) уехал в Литву вместе с другими сторонниками свергнутого Василия Тёмного, получил там Брянск и Стародуб, а в 1446 году привёл оттуда войска против Дмитрия Шемяки.
Спустя 4 года, в 1449-м, был заключён мирный договор, сопровождавшийся обязательством обеих сторон не принимать у себя внутриполитических противников другой стороны и отказом Литвы от претензий на новгородские земли.

## Русско-литовские войны (конец XV — 1-я половина XVI века)

### Русско-литовская (Пограничная) война (1487—1494)
После признания константинопольским патриархом Дионисием киево-литовского митрополита Григория (Болгарина) в 1470 году и просьбы Новгородской республики к последнему (а не к московскому митрополиту) назначить в Новгород архиепископа, Иван III провёл свой первый удачный поход на Новгород. Уже в 1472 году литовский князь и польский король Казимир IV, для оказания давления на Ивана III, вошёл в союз с Ахматом, ханом Большой Орды, и тот совершил нападение на Московское княжество и уничтожил город Алексин.
В 1480 году, планируя большой поход на Москву, хан прошёл через литовские владения своего союзника короля Казимира к берегу реки Угра. Союзный Москве крымский хан совершил набег на южнорусские владения Казимира и тем самым сорвал возможность совместных действий Казимира и Ахмата против Москвы. В ноябре, после продолжительного стояния на Угре, хан Ахмат с войском повернул обратно и сжёг принадлежавший Казимиру город Козельск. Эти события считаются концом монголо-татарского ига.
В 1487 году Иван III после победы над Казанью добился титула «князя Болгарского». В том же году подчинённые Литве князья, владевшие землями на верхней Оке, перешли на московскую службу со своими владениями. Иван III, в союзе с крымским ханом Менгли I Гиреем, вторгся в 1492 году в Литву: литовцы сопротивлялись слабо и русским удалось овладеть многими городами. Перемирие было заключено в 1494 году: Александр Ягеллон отказывался от претензий на Новгород и женился на дочери Ивана III Елене, Иван III отказывался от претензий на Брянск.

### Русско-литовская война (1500—1503)
Война между Великим княжеством Московским в союзе с Крымским ханством с одной стороны и Ливонской конфедерацией, выступившей в союзе с Великим княжеством Литовским.
Война была вызвана переходом князей Семёна Ивановича Бельского, Семена Ивановича Стародубского и Василия Ивановича Шемячича Новгород-Северского с владениями и захваченными городами на московскую службу. Русские войска взяли Брянск, позже под их контроль попала вся Северская земля, Дорогобуж, Торопец. Армия ВКЛ была разбита при Ведроше. Однако в 1501 году русские не смогли взять Мстиславль, а в 1502 году они неудачно осаждали Смоленск.
Война закончилась благовещенским перемирием, по которому было отторжено около трети территорий Великого княжества Литовского (включая Чернигов) в пользу Москвы.

### Русско-литовская война (1507—1508)
Когда великим князем литовским стал брат Александра Сигизмунд I, он задумал воспользоваться тем, что крымский хан, после ссылки Иваном III казанского хана Абдул-Латифа в 1502 году, стал во враждебное отношение к Москве; но великий князь Василий III сумел искусно воспользоваться мятежом в Литве и привлёк на свою сторону одного из знатнейших литовских вельмож, князя Михаила Глинского; набранные им войска начали в 1507 году военные действия, овладев Мозырем, наместником в котором был двоюродный брат Глинского. На усиление Глинского были двинуты к Минску передовой отряд московских войск под начальством Шемячича, а затем и главная рать; но это последнее войско двигалось чрезвычайно медленно, так что Глинский и Шемячич, оказавшись без своевременной поддержки, должны были отступить сперва к Борисову, а потом к Орше. Сигизмунд, явившийся со значительными силами, вынудил русских снять осаду Орши, после чего и Дорогобуж вновь перешёл в руки литовцев. В январе 1508 года Абдул-Латиф был отпущен под поручительство Менгли-Гирея и получил удел от Василия III, а в конце 1508 года в Москве был заключён мир, утвердивший за Москвой обладание областями, занятыми при Иване III. Вместе с тем, Москва признала принадлежность к ВКЛ Киева, Полоцка, Смоленска и других древнерусских городов, а также Литва присоединила к своим землям Любеч. Владения Глинских остались в составе Литвы, и им пришлось переселиться в Москву.

### Русско-литовская (Десятилетняя) война (1512—1522)

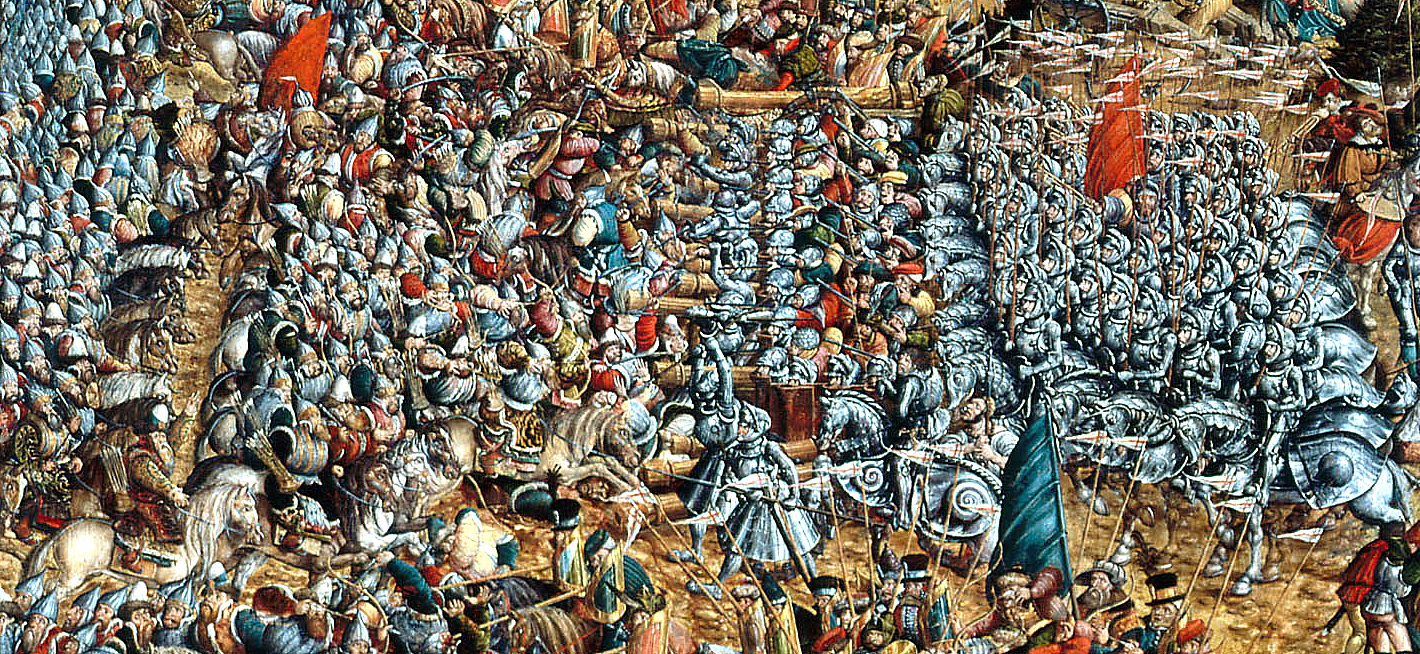
Битва литовского войска с московским в 1514 году

В 1512 году Василий вновь начал войну с Литвой; в 1514 году, при содействии Глинского, взял Смоленск, но в том же году московские полки были разбиты князем Острожским при Орше. В 1512, 1517 и 1521 годах крымские татары, находившиеся в союзных отношениях с королём Сигизмундом, совершали набеги на Московское княжество. В разорительном набеге 1521 года, предпринятом ханом Мехмедом I Гиреем, участвовал и литовский отряд под началом Е. Дашковича; современники оценивали число пленных, выведенных из Московского государства, в 800 тыс. человек. В 1522 году война закончилась перемирием, по которому Смоленск остался за Москвой и граница с Литвой была установлена по Днепру и далее по рекам Иваке и Мере.

### Русско-литовская (Стародубская) война (1534—1537)
В 1534 году Сигизмунд I, думая воспользоваться малолетством великого князя Ивана IV, потребовал возвращения Северщины. В августе некоторые представители русской знати дезертировали в Великое княжество Литовское, которое отправило киевского воеводу Немирова в Северскую землю. Немиров был отбит от Стародуба, потерпел сильное поражение от черниговского воеводы князя Мезецкого и, бросив обоз и пушки, поспешно вернулся в Киев. В конце того же года московские войска вступили в Литовскую землю, опустошили местность вокруг Полоцка, Витебска и Брацлавля и, дойдя почти до самой Вильны, повернули назад, не потеряв ни одного человека. В 1535 году московские войска, под начальством князя Овчины-Телепнева-Оболенского и Василия Шуйского, выжгли окрестности Кричева, Радомля, Мстиславля и Могилёва; воевода Бутурлин построил в Литовской земле крепость Ивангород (на Себеже). Сигизмунд успел собрать 40-тысячное войско и склонил крымского хана Ислама к войне с Москвой; часть русских войск ушла против татар, появившихся в Рязанской земле. Литовские войска под командованием гетмана Радзивилла и польского гетмана Тарновского взяли Гомель, при взятии Стародуба уничтожили всех его жителей, 13 тыс. человек, сожгли Почеп, но при Себежской крепости потерпели большое поражение от воевод князей Засекина и Тушина (1536). После этой победы московские войска начали наступательную войну и везде теснили литовцев: заложили на Литовской земле города Заволочье и Велиж, выжгли посады Витебска и Любеча, восстановили города Стародуб и Почеп и взяли в плен множество литовцев. Однако под Кричевом русские были разбиты, а их воеводы попали в плен. В 1537 году было заключено перемирие на 5 лет, продолженное в 1542 году; за Москвой остались Себеж и Заволочье, а за ВКЛ остался Гомель. С этого времени шли нескончаемые переговоры о заключении мира с Литвой, но безуспешно.

### Русско-литовская война (1561—1570)
В 1561 году Сигизмунд II Август потребовал от Иоанна IV очистить занятую им часть Ливонии; Иоанн ответил отказом, и началась война. Воевода князь Пётр Серебряный разбил литовцев близ Мстиславля; Курбский выжег предместье Витебска; вообще дело ограничивалось опустошительными набегами с той и другой стороны. В 1563 году сам царь, с 80-тысячным войском и артиллерией, двинулся к Полоцку и осадил его; поспешивший на выручку города князь Радзивилл был совершенно разбит русскими воеводами Репниным и Палецким и бежал к Минску, после чего город сдался. Вместо дальнейшего движения на Литву Иоанн начал переговоры о мире; этим бездействием царя воспользовался Жигимонт Август. Когда военные действия возобновились, князь Николай Радзивил разбил близ Орши воеводу князя П. Шуйского; князь Токмаков должен был отступить, а Курбский был разбит под Невелем, после чего бежал в Литву. В скором времени Курбский с 70-тысячным литовским и польским войском, находившегося под начальством Радзивила, вторгся в Полоцкую землю и опустошал селения, доходя до Великих Лук. Вскоре, однако, Радзивил отступил, не доверяя Курбскому. В то же время князь Прозоровский отразил литовцев от Чернигова, а боярин Морозов из Смоленска и князь Ногтев из Полоцка рассылали лёгкие отряды против литовцев и разбивали их. В конце 1564 года русские потерпели сильное поражение на Уле, затем одержали победу при крепости Копье, убили воеводу князя Палецкого, князя Серебряного заставили бежать в Полоцк, взяли Изборск, из которого были вскоре выгнаны, и сожгли большую часть Витебска.

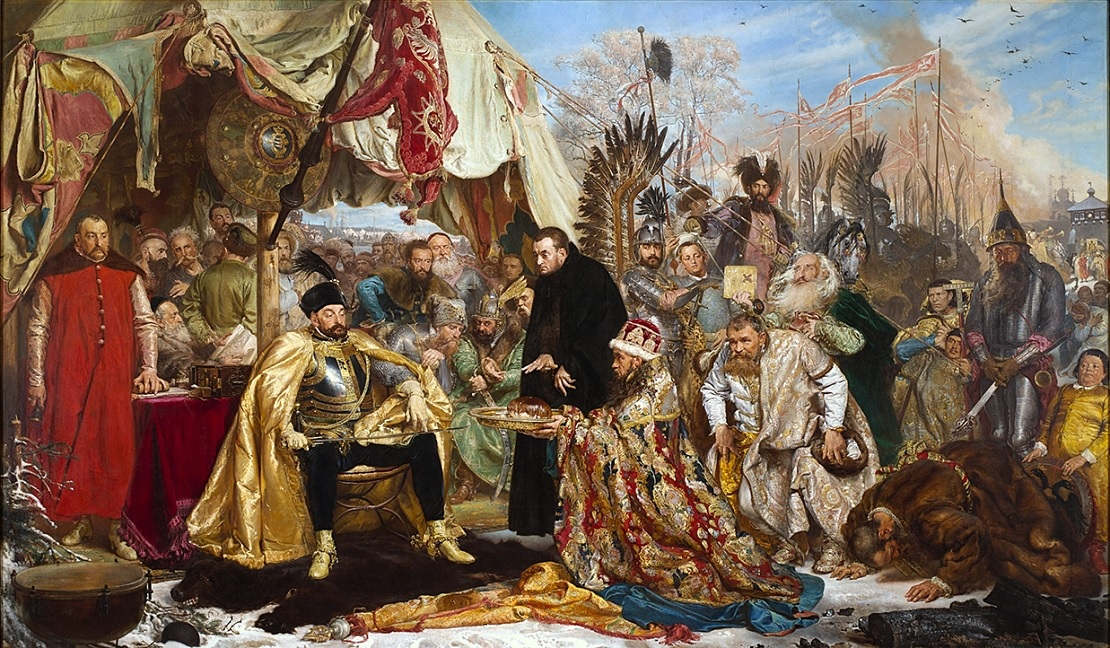
Ян Матейко. «Стефан Баторий под Псковом» (1872)

Более 10 лет спустя Стефан Баторий склонил польский сейм возобновить войну с Иоанном, занявшим почти всю Ливонию до моря, за исключением Риги. Собрав прекрасное войско, Баторий в 1578 году послал в Ливонию Сапегу, который, соединившись у Вендена со шведским генералом Бойе, напал на русских и совершенно разбил их. В следующем году Стефан сам двинулся в русские пределы. Первый отпор был оказан ему гарнизоном Полоцка, который, после отчаянной и упорной обороны, истощив все свои средства, сдался с правом отступления. Король опустошил Северскую землю до Стародуба и выжег 2 тыс. селений в Смоленской области. В 1580 году Стефан, двинув к Смоленску 9-тысячный отряд Кмита, сам направился к Великим Лукам — город был взят, всё его население было вырезано поляками. После взятия Торопца, Заболотья и других пунктов к югу от Пскова, король подошёл к этому городу. Успех польских войск облегчался в значительной степени тем, что разбросанные русские войска не могли оказать серьёзного сопротивления: воеводы действовали без всякого плана, самого царя при войске не было; лишь в начале 1581 года были двинуты из Можайска в литовские земли небольшие отряды, которые, ограничившись разорением Орши, Могилёва, Шклова, без существенных результатов возвратились в Смоленск. В феврале 1581 года литовцы сожгли Старую Руссу. 26 августа, подступив к Пскову с почти 100-тысячным войском, Баторий приступил к осаде; эта сильная и хорошо снабженная запасами крепость, в которой было 30—35 тыс. русского войска, оказала отпор королю и крепко держалась до заключения запольского перемирия (6 января 1582 года). По этому перемирию, заключённому на 10 лет, Иоанн уступил Польше все завоевания, сделанные им в Ливонии.